# Дидие ван Коелер
Дидие ван Коелер (на френски: Didier van Cauwelaert) е френски критик, актьор, сценарист и писател на произведения в жанра трилър и съвременен любовен роман.

## Биография и творчество
Дидие ван Коелер е роден на 29 юли 1960 г. в Ница, Алп Маритим, Франция, и има фламански произход.
Започва да пише още от 8-годишна възраст. Завършва с бакалавърска степен по литература Университета на Ница. Работи като критик на детска литература по радио FR3 на Лазурния бряг, и в управлението на горите, преди да се посвети на писателската са кариера.
Първият му роман, „Vingt ans et des poussières“, е публикуван през 1982 г.
Критиците оценяват високо способността му да пише за екзистенциални въпроси на живота в комичен контекст. Удостоен е с награда „Гонкур“ и с награда за цялостно творчество от Френската театрална академия. Романите му са преведени на повече от 30 езика в над 5 милиона копия по света.
Дидие ван Коелер живее в Париж.

## Произведения

### Самостоятелни романи
- Vingt ans et des poussières (1982)[1]
- Poisson d'amour (1984) – награда „Роже Нимие“
- Les vacances du fantôme (1986) – награда „Гутенберг“
- L’Orange amère (1988)
- Un objet en souffrance (1991)
- Cheyenne (1993)
- Un aller simple (1994) – награда „Гонкур“[2]
- La Vie interdite (1997)
- Corps étranger (1998)
- La Demi-pensionnaire (1999)
- L’Éducation d'une fée (2000)
- L’Apparition (2001)
- Rencontre sous X (2002)
Среща под знака на X, изд. „Пулсио“ (2007), прев. Георги Ангелов
- Karine après la vie (2002) – с Маривон и Ивон Дрей
- Hors de moi (2003)
- L’Évangile de Jimmy (2004)
- Attirances (2005)
- Cloner le Christ ? (2006)
- Le Père adopté (2007)
- La Nuit dernière au xve siècle (2008)
- La Maison des lumières (2009)
- Thomas Drimm – Tome 1: La fin du monde tombe un jeudi (2009)
- Les Témoins de la mariée (2010)
- Thomas Drimm – Tome 2: La guerre des arbres commence le 13 (2010)
- Le Journal intime d’un arbre (2011)
- JM Weston (2011)
- Double identité (2012)
- La Femme de nos vies (2013)
- 52 cadavres exquis – с Татяна де Росней, Харолд Корбе, Ирен Фрайн, Даниел Пикули, Кристин Орбан, Ян Кефелек
- Dictionnaire de l'impossible (2013)
- Les abeilles et la vie (2013)
- Le Principe de Pauline (2014)
- Jules (2015)
- On dirait nous (2016)
- Le retour de Jules (2017)
- J'ai perdu Albert (2018)
- La personne de confiance (2019)
- L'inconnue du 17 mars (2020)
- Le pouvoir des animaux (2021)
- Une vraie mère... ou presque (2022)[2]

### Актьор
- L’Astronome (1983) – награда на Френската театрална академия
- Le Nègre (1986)
- Noces de sable (1995)
- Le Rattachement (2010)
- Rapport intime (2013)

### Филмография
- Père Noël et fils (1983)[1][3]
- L’Invité surprise (1989)
- Feu sur le candidat (1990)
- Triplex (1991)
- Les Amies de ma femme (1993)
- Un aller simple (2001)